# Hannelore Kraft
Hannelore Kraft z domu Külzhammer (ur. 12 czerwca 1961 w Mülheim an der Ruhr) – niemiecka polityk, wiceprzewodnicząca Socjaldemokratycznej Partii Niemiec, od 2010 do 2017 premier Nadrenii Północnej-Westfalii, w latach 2010–2011 przewodnicząca Bundesratu.

## Życiorys
Po maturze w 1980 odbywała kursy z zakresu bankowości. W 1989 uzyskała dyplom ekonomisty na Universität-Gesamthochschule Duisburg. W latach 1989–2001 pracowała jako konsultantka i menedżer projektów w przedsiębiorstwie Zenit GmbH w swojej rodzinnej miejscowości.
W 1994 wstąpiła do Socjaldemokratycznej Partii Niemiec, rok później weszła w skład lokalnych władz partii. Została też członkinią związku zawodowego IG Metall. Od 2000 wybierana na posłankę do landtagu Nadrenii Północnej-Westfalii. W latach 2001–2002 w rządzie krajowym NRW pełniła funkcję ministra ds. federalnych i europejskich, następnie do 2005 była ministrem nauki. Od 2005 do 2010 kierowała frakcją poselską SPD w regionalnym parlamencie. W 2005 weszła w skład zarządu federalnego socjaldemokratów, w 2007 dołączyła do prezydium partii. W tym samym roku została przewodniczącą SPD w Nadrenii Północnej-Westfalii, a w 2009 wybrano ją na wiceprzewodniczącą struktur federalnych Socjaldemokratycznej Partii Niemiec.
W wyborach regionalnych w 2010 kierowane przez nią ugrupowanie zajęło drugie miejsce, uzyskując tyle samo mandatów co Unia Chrześcijańsko-Demokratyczna. Hannelore Kraft zdecydowała się powołać mniejszościowy rząd SPD i Zielonych, wspierany przez Die Linke. Gabinet ten upadł w 2012, co skutkowało przedterminowymi wyborami, w wyniku których socjaldemokraci i Zieloni uzyskali większość w landtagu. Hannelore Kraft po raz drugi została wówczas premierem Nadrenii Północnej-Westfalii.
Od 2001 do 2005 była członkinią Bundesratu. Ponownie w izbie tej zasiadła w 2010. Od 1 listopada 2010 do 31 października 2011 pełniła funkcję jej przewodniczącej.
W 2017 kierowani przez nią socjaldemokraci przegrali wybory w landzie z chadekami. W konsekwencji zrezygnowała z wszelkich funkcji partyjnych, a także zakończyła urzędowanie na stanowisku premiera.
Hannelore Kraft jest mężatką, ma jedno dziecko.

## Odznaczenia
- Order Zasługi Nadrenii Północnej-Westfalii (z urzędu, 2010)